# Bullet Head
Pour plus de détails, voir Fiche technique et Distribution.
Bullet Head est un thriller bulgaro-américain écrit et réalisé par Paul Solet, sorti en 2017.

## Synopsis
Trois gangsters se réfugient dans un entrepôt alors que les autorités s'approchent de leur cachette. Mais un dogue des Canaries dangereux rôde autour de leur refuge...

## Fiche technique
- Titre original : Bullet Head
- Réalisation : Paul Solet
- Scénario : Paul Solet
- Photographie : Zoran Popovic
- Montage : Josh Ethier
- Musique : Austin Wintory
- Production : Milos Djukelic, David Gardner, Yariv Lerner, Victor Shapiro, Paul Solet, Raphael Swann et Les Weldon
- Sociétés de production : Saban Films et Millennium Media
- Société de distribution : Lionsgate
- Pays d'origine :  États-Unis,  Bulgarie
- Langue originale : anglais
- Genre : thriller
- Durée : 93 minutes
- Dates de sortie : 
  - Lituanie : 8 décembre 2017 (première mondiale)
  - États-Unis : 9 janvier 2018 (directement en DVD)
  - France : 7 mars 2018 (en VOD sur Netflix), 27 juin 2018 (en DVD)

## Distribution
- Adrien Brody (VF : Adrien Antoine) : Stacy
- Antonio Banderas (VF : Bernard Gabay) : Blue
- John Malkovich (VF : Edgar Givry) : Walker
- Rory Culkin (VF : Gauthier Battoue) : Gage
- Alexandra Dinu (VF : Flora Brunier) : Grace